# Tippmyren
Tippmyren är ett naturreservat i Eda kommun i Värmlands län.
Området är naturskyddat sedan 2016 och är 88 hektar stort. Reservatet består av skogsmark och myrar som varit utsatta för brand. 
Djur och växter
Skogen i Tippmyren består av gammal brandpräglad barrnaturskog med viktiga strukturer som gamla grovbarkiga träd, lövträd, döende och döda träd. Dessa strukturer och områdets historik, tillsammans med det stabila och fuktiga mikroklimatet som de många myrmarkerna skapar ger förutsättning för många krävande kryptogamer.